# Monumentos históricos nacionales de Honduras
La República de Honduras cuenta con varios monumentos históricos fruto de la herencia del pasado indígena precolombina, colonial española y de la época republicana. La ley para la Protección del Patrimonio Cultural de Honduras, considera que forma parte del patrimonio cultural de Honduras las siguientes categorías: Los monumentos, bienes muebles, lugares la expresión folclórica. 
La declaración de Monumento Histórico y Patrimonio Nacional, la realiza el Congreso Nacional de Honduras. El organismo encargado es el Instituto Hondureño de Antropología e Historia con personería jurídica y patrimonio propio que tiene como mandato “la defensa, exploración, conservación, restauración, reparación, recuperación y acrecentamiento e investigación científica de los tesoros arqueológicos, antropológicos, históricos y artísticos.

## Listado de monumentos históricos hondureños
| Fecha de declaración    | Monumento                                          | Imagen                            | Tipo                                                        | Año de edificación                                                          |
| ----------------------- | -------------------------------------------------- | --------------------------------- | ----------------------------------------------------------- | --------------------------------------------------------------------------- |
| 11 de mayo de 1959      | Fortaleza de San Fernando de Omoa                  |                                   | Edificio histórico                                          | siglo XVI                                                                   |
| 19 de octubre de 1972   | Comayagua                                          |                                   | Centro histórico urbano                                     | siglo XV                                                                    |
| 21 de abril de 1977     | Sede del Correo Nacional de Honduras               |                                   | Edificio histórico                                          | siglo XIX                                                                   |
| 9 de noviembre de 1979  | Choluteca                                          |                                   | Centro histórico urbano                                     | siglo XVI                                                                   |
| 26 de noviembre de 1981 | Copán                                              |                                   | Conjunto arqueológico Maya                                  | siglo I a. C. además Patrimonio de la humanidad                             |
| 28 de junio de 1989     | El Puente, La Jigua, Copán                         | Archivo:Piramidedelpunte.jpg      | Zona arqueológica Maya                                      | siglo I d. C.                                                               |
| 7 de septiembre de 1990 | Omoa, Cortés.                                      |                                   | Conjunto histórico-turístico                                | siglo XVI                                                                   |
| 25 de julio de 1991     | San Antonio de Oriente, Francisco Morazán.         |                                   | Monumento histórico                                         | siglo XVII                                                                  |
| 23 de marzo de 1993     | Basílica de Nuestra Señora de Suyapa               |                                   | Monumento Nacional                                          | siglo XVIII                                                                 |
| 24 de abril de 1993     | Santa Rosa de Copán                                |                                   | Monumento histórico                                         | siglo XVII (ciudad capitalista en el siglo XVIII)                           |
| 4 de junio de 1993      | Cedros, Francisco Morazán.                         |                                   | Centro histórico urbano                                     | siglo XVII (Aquí se redactó la primera Constitución del Estado de Honduras) |
| 15 de julio de 1993     | Yuscarán, El Paraíso                               |                                   | Centro histórico urbano                                     | Siglo XVII                                                                  |
| 11 de agosto de 1993    | Sede de la Casa de la Cultura. Ciudad de La Paz    |                                   | Edificio histórico                                          | siglo XVII                                                                  |
| 16 de abril de 1994     | Trujillo, Colón.                                   |                                   | Centro histórico, ciudad, bahía, Fortaleza de Santa Bárbara | siglo XV                                                                    |
| 6 de junio de 1994      | Palacio Bográn, ciudad de Santa Bárbara            |                                   | Edificio histórico, fue propiedad de la familia Bográn.     | siglo XVIII                                                                 |
| 27 de diciembre de 1994 | Cerro Juana Laínez, ciudad de Tegucigalpa, MDC     |                                   | Centro natural turístico y de esparcimiento cultural.       |                                                                             |
| 7 de diciembre de 1994  | Juticalpa, Olancho                                 |                                   | Centro histórico                                            | siglo XVI                                                                   |
| 3 de marzo de 1995      | Ciudad de Tegucigalpa y alrededores                |                                   | Centro urbano histórico                                     | siglo XVI                                                                   |
| 15 de noviembre de 1996 | Ojojona, Francisco Morazán                         | Archivo:ParroquiaJuanbautista.jpg | Centro urbano histórico                                     | siglo XVII                                                                  |
| 21 de enero de 1997     | Valle de Ángeles, Francisco Morazán                |                                   | Ciudad turística                                            | siglo XVII                                                                  |
| 1 de noviembre de 1997  | Zona arqueológica Cerro Palenque, Depto de Cortés. |                                   | Zona arqueológica Lenca.                                    |                                                                             |
| 1 de noviembre de 1997  | Los Naranjos, Lago de Yojoa                        |                                   | Zona arqueológica.                                          |                                                                             |
| 1 de noviembre de 1997  | Tenampua, Comayagua                                | Archivo:Tenampua2011.jpg          | Zona arqueológica Lenca.                                    |                                                                             |
| 1 de noviembre de 1997  | Cuevas de Talgua, Olancho                          |                                   | Sitio arqueológico, precolombino                            | siglo VIII a. C.                                                            |
|                         | Iglesia de Langue, Valle                           |                                   | Edificio histórico                                          | siglo XVIII                                                                 |
|                         | Iglesia de Caridad, Valle                          |                                   | Edificio histórico                                          | siglo XVIII                                                                 |
|                         | Iglesia de Goascorán, Valle                        |                                   | Edificio histórico                                          | siglo XVIII                                                                 |
|                         | Ciudad de Gracias, Depto de Lempira                |                                   | Centro urbano histórico                                     | siglo XVI (Primera sede de la Real Audiencia de los Confines)               |
| 10 de octubre de 2010   | El Cerro Congolón, Depto de Lempira                |                                   | Sitio natural histórico                                     |                                                                             |
| 8 de abril de 2013      | Caxa Real, Depto de Comayagua                      |                                   | Edificio histórico                                          | siglo XVIII                                                                 |
| 7 de julio de 2009      | Centro Histórico de Amapala                        |                                   | Monumento Histórico (ACUERDO EJECUTIVO -226-2009)           | Siglo XIX                                                                   |

### Edificios históricos de Comayagua
| Orden | Monumento                                                                                 | Imagen | Tipo                | Año de edificación      |
| ----- | ----------------------------------------------------------------------------------------- | ------ | ------------------- | ----------------------- |
| 1     | Iglesia de la Merced                                                                      |        | Iglesia histórica   | 1550                    |
| 2     | Iglesia de San Francisco                                                                  |        | Iglesia histórica   | 1560                    |
| 3     | Palacio Episcopal (antiguo Colegio Tridentino)                                            |        | Edificio histórico  | 1558-1588               |
| 4     | Museo Colonial de Arte Religioso                                                          |        | Museo histórico     | 1588                    |
| 5     | Museo de Comayagua                                                                        |        | Museo histórico     | siglo XVI               |
| 6     | Iglesia de San Sebastián                                                                  |        | Iglesia histórica   | 1580-1612               |
| 7     | Iglesia de la Caridad                                                                     |        | Iglesia histórica   | 1629-1654               |
| 8     | Catedral de Comayagua (Catedral de la Inmaculada Concepción)                              |        | Catedral histórica  | 1634-1711               |
| 9     | Caxa Real                                                                                 |        | Edificio histórico  | 1739-1741               |
| 10    | Museo Casa José Santos Guardiola (Casa del presidente José Santos Guardiola Bustillo)     |        | Edificio histórico  | finales del siglo XVIII |
| 11    | Museo Casa Colonial Familia Castillo                                                      |        | Edificio histórico  |                         |
| 12    | Museo Histórico y Cívico Casa Cabañas (Casa del presidente José Trinidad Cabañas Fiallos) |        | Edificio histórico  | 1774 a 1875             |
| 13    | Monumento a la Constitución de 1812 (Columna de Fernando VII)                             |        | Monumento histórico | 1820                    |
| 14    | Palacio Municipal (Alcaldía de Comayagua)                                                 |        | Edificio histórico  | 1880-1881               |
| 15    | Sala Capitular                                                                            |        | Edificio histórico  |                         |

### Edificios históricos de Juticalpa[Nota 1]
| Orden | Monumento             | Imagen | Tipo               | Año de edificación |
| ----- | --------------------- | ------ | ------------------ | ------------------ |
| 1     | Iglesia Cerrito       |        | Iglesia histórica  | siglo XVIII        |
| 2     | Casa de la Cultura    |        | Edificio histórico | siglo XIX          |
| 3     | Instituto Fraternidad |        | Edificio histórico | siglo XIX          |

### Edificios históricos de Tegucigalpa[Nota 2]
| Orden | Monumento                                                                                                 | Imagen | Tipo               | Año de edificación |
| ----- | --- | ------ | ------------------ | ------------------ |
| 1     | Catedral de San Miguel Arcángel                                                                           |        | Catedral histórica | 1765-1786          |
| 2     | Iglesia de Santa María de los Dolores                                                                     |        | Iglesia histórica  | 1732-1815          |
| 3     | Palacio de los Ministerios                                                                                |        | Edificio histórico | siglo XIX          |
| 4     | Antigua sede de la ENEE                                                                                   |        | Edificio histórico | siglo XIX          |
| 5     | Palacio Municipal                                                                                         |        | Edificio histórico | siglo XIX          |
| 6     | Casa del Doctor Ramón Rosa (Museo del Hombre Hondureño y la Biblioteca Especializada de Arte Reina Sofía) |        | Edificio histórico | siglo XIX          |
| 7     | Biblioteca Nacional de Honduras, antigua sede de la Tipografía Nacional                                   |        | Edificio histórico | 1880               |
| 8     | Archivo Nacional de Honduras                                                                              |        | Edificio histórico | 1880               |
| 9     | Galería Nacional de Arte (Antiguo Paraninfo)                                                              |        | Edificio histórico | siglo XIX          |
| 10    | Escuela Nacional de Bellas Artes                                                                          |        | Edificio histórico | siglo XIX          |
| 11    | Teatro Nacional Manuel Bonilla                                                                            |        | Edificio histórico | 1915               |
| 12    | Casa Presidencial de Honduras (Sede del Museo Museo Presidencial, Antropología e Historia)                |        | Edificio histórico | 1914-1919          |
| 13    | Basílica de Suyapa                                                                                        |        | Iglesia histórica  | 1943-2005          |